# منطقه حفاظت‌شده شراء
منطقهٔ حفاظت‌شدهٔ شراء یک منطقهٔ حفاظت‌شده با مساحت ۱۰۷۱۳ هکتار است که در استان همدان در ایران قرار دارد. این منطقهٔ حفاظت‌شده طبق مصوبهٔ شمارهٔ ۷۷۸ در تاریخ ۹۹/۱۱/۰۶ در فهرست مناطق تحت حفاظت سازمان محیط زیست ایران قرار گرفت.